# Burlington (Pennsylvania)
Burlington  è un comune (borough) degli Stati Uniti d'America, nella contea di Bradford nello Stato della Pennsylvania. Secondo il censimento del 2010 la popolazione è di 156 abitanti.

## Società

### Evoluzione demografica
La composizione etnica vede una maggioranza di quella bianca (97,4%), dati del 2010.
| borough di Burlington Popolazione |     |
| 2000                              | 182 |
| 2010                              | 156 |